# Throneum
Throneum ist eine polnische Black- und Death-Metal-Band aus Bytom, die 1996 von dem Gitarristen Tomasz Hanuszkiewicz (alias The Great Executor) unter dem Namen Throne gegründet wurde. Im Jahr 2000 wurde sie in Throneum umbenannt.

## Stil
Die Musik der Band ist vom Black- und Death Metal der 1980er-Jahre inspiriert, enthält allerdings auch immer wieder Anleihen aus dem technischen Thrash Metal, die einen Kontrast zu den sehr groben Black-Metal-Elementen bilden. Die Produktionsqualität ist bewusst roh gehalten, wurde im Laufe der Zeit nach entsprechender Kritik aber etwas angehoben.

## Diskografie
- Old Death's Lair (2001, Weird Truth Productions)
- Mutiny of Death (2003, Pagan Records)
- Pestilent Death (2005, Apocalyptor Records)
- Deathmass of the Gravedancer (2007, Displeased Records)
- Deathcult Conspiracy (2009, Pagan Records)
- Death Throne Entities (2011, Pagan Records)
- Morbid Death Tales (2016, Hells Headbangers Records)
- Organic Death Temple MMXVI (2016, Deathgasm Records)
- The Tight Deathrope Act over Rubicon (2018, Hells Headbangers Records)
- Oh Death... Oh Death... Determinate, Preach and Lead Us Astray... (2020, Godz ov War Productions)